# Piz Scerscen
Piz Scerscen (3971 m) es una montaña en el macizo de la Bernina en la frontera entre Suiza e Italia, que se une al vecino Piz Bernina por su arista noreste a través de un paso de 3895 m s. n. m. Su nombre significa "la montaña circular" ('Scerscen' se pronuncia cherchen).
La montaña tiene una destacada cima secundaria llamada Schneehaube (3875 m).

## Ascensión
La primera ascensión de Piz Scerscen la realizaron Paul Güssfeldt, Hans Grass y Caspar Capat el 13 de septiembre de 1877 a través del espolón noroeste, descendiendo por el mismo camino. Esta es la bien conocida ruta Eisnase, implicando un tramo de hielo de 100 metros entre 60–70°, aunque su longitud precisa y su inclinación son objeto de debate.
Esta fue la ruta seguida por Walter Risch en su primer ascenso en solitario de la montaña en 1924. La primera ascensión a la cara noroeste fue obra de Christian Klucker y L. Norman-Neruda el 9 de julio de 1890. 

## Clasificación SOIUSA
Según la clasificación SOIUSA, el Piz Scerscen pertenece:
- Gran parte: Alpes orientales
- Gran sector: Alpes centrales del este
- Sección: Alpes Réticos occidentales
- Subsección: Alpes del Bernina
- Supergrupo: Cadena Bernina-Scalino
- Grupo: Macizo de la Bernina
- Subgrupo: Grupo del Bernina
- Código: II/A-15.III-A.1.c

## Enlaces externos

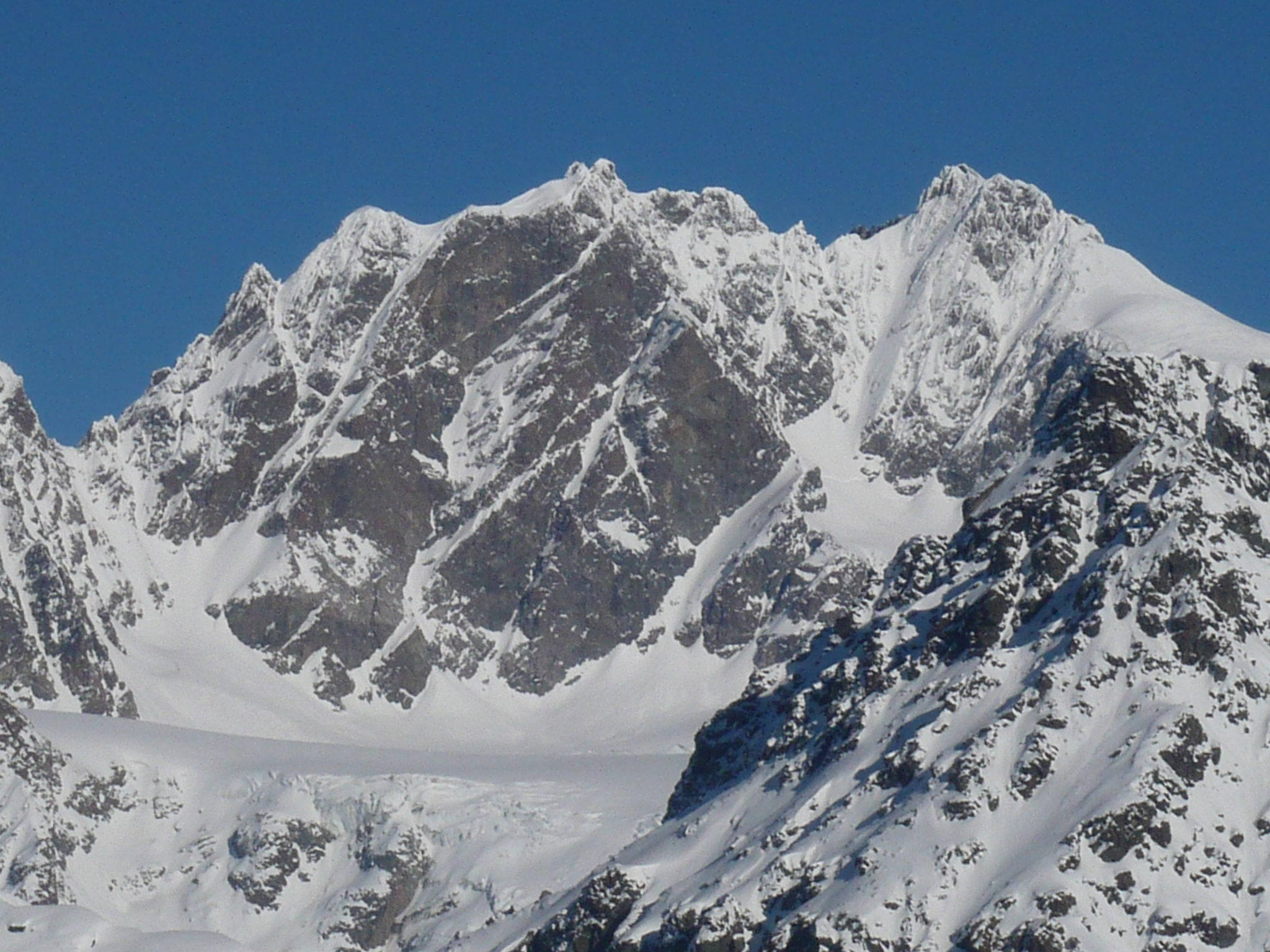
El Piz Scerscen (a la izquierda) y el Piz Bernina (a la derecha) vistos desde el sur.